# Messas
Pour les articles homonymes, voir Messas (homonymie).
Messas est une commune française située dans le département du Loiret en région Centre-Val de Loire.

## Géographie

### Localisation

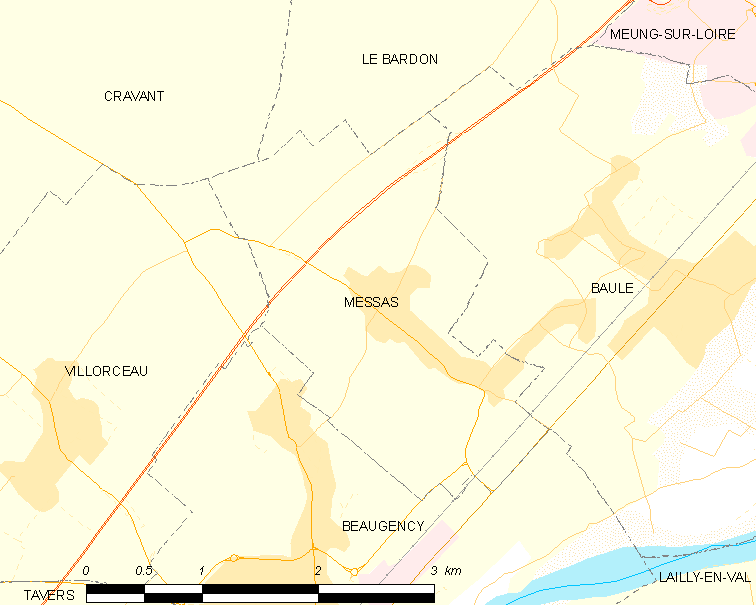
Carte de la commune de Messas et des communes limitrophes

La commune de Messas se trouve dans le quadrant sud-ouest du département du Loiret, dans la région agricole du Val de Loire et l'aire urbaine d'Orléans. À vol d'oiseau, elle se situe à 23,0 km  d'Orléans, préfecture du département, et à 3,4 km de Beaugency, ancien chef-lieu du canton dont dépendait la commune avant mars 2015. La commune fait partie du bassin de vie de Meung-sur-Loire dont elle est éloignée de 4,9 km.
Les communes les plus proches sont : Baule (2,8 km), Villorceau (2,8 km), Beaugency (3,3 km), Le Bardon (4,1 km), Meung-sur-Loire (4,9 km), Cravant (5 km), Tavers (5,8 km), Lailly-en-Val (6 km), Dry (6,2 km) et Josnes (8,3 km).

### Géologie et relief

#### Géologie
La commune se situe dans le sud du Bassin parisien, le plus grand des trois bassins sédimentaires français. Cette vaste dépression, occupée dans le passé par des mers peu profondes et des lacs, a été comblée, au fur et à mesure que son socle s’affaissait, par des sables et des argiles, issus de l’érosion des reliefs alentours, ainsi que des calcaires d’origine biologique, formant ainsi une succession de couches géologiques.
Les couches affleurantes sur le territoire communal sont constituées de formations superficielles du Quaternaire et de roches sédimentaires datant du Cénozoïque, l'ère géologique la plus récente sur l'échelle des temps géologiques, débutant il y a 66 millions d'années. La formation la plus ancienne est du calcaire de Pithiviers remontant à l’époque Miocène de la période Néogène. La formation la plus récente est des limons et lœss remontant à l’époque Pléistocène de la période Quaternaire. Le descriptif de ces couches est détaillé dans  la feuille « n°397 - Beaugency » de la carte géologique au 1/50 000ème du département du Loiret, et sa notice associée.

Carte géologique de la commune.

|  | qOE : | Limons et Loess, Quaternaire |

|  | m2MSO : | marnes et sables de l'Orléanais, Burdigalien |
|  | m1CPi : | calcaire de Pithiviers, Aquitanien           |

#### Relief
La superficie cadastrale de la commune publiée par l’Insee, qui sert de références dans toutes les statistiques, est de 5,21 km2,. La superficie géographique, issue de la BD Topo, composante du Référentiel à grande échelle produit par l'IGN, est quant à elle de 5,3 km2. Son relief est relativement plat puisque la dénivelée maximale atteint 16 mètres. L'altitude du territoire varie entre 100 m et 116 m.

## Histoire
(octobre 2008).
Si vous disposez d'ouvrages ou d'articles de référence ou si vous connaissez des sites web de qualité traitant du thème abordé ici, merci de compléter l'article en donnant les références utiles à sa vérifiabilité et en les liant à la section « Notes et références ».
De vieilles archives, vieilles notes et documents divers, il résulte que, en l'an 1489, sous le règne du roi Charles VIII, Messas était un gros bourg qui dépendait en partie de la paroisse de Baule.
Le village de Baule était à cette époque érigé en bailliage, dont le bailli avait ses tenues de jours à Messas pour rendre justice.
C'est à partir de 1524 que la chapelle de Messas fut définitivement érigée en église et que le bourg se transforma en paroisse indépendante (sous certaines conditions de paiements de messes, services d'offices...).
Les textes et listes cités sont extraits de « Notes et Renseignements sur Messas » de N. Bridault (juillet 1899).
La commune possède trois manoirs. Celui de la Margottière, à l'entrée du village côté Est. Il est habité par des particuliers.
Le manoir de l'Orme Bade, du nom de l'EURL de l'Orme Bade, exploitation agricole. Il est situé dans le bourg, à proximité des écoles.
Le manoir de la Perrière, devenu des chambres d'hôtes se trouve côté Ouest. Autrefois, ce manoir possédait un grand parc maintenant partiellement transformé en quartier résidentiel (le Clos de Seigneurie).

### Climat
Pour des articles plus généraux, voir Climat du Centre-Val de Loire et Climat du Loiret.
En 2010, le climat de la commune est de type climat océanique dégradé des plaines du Centre et du Nord, selon une étude du CNRS s'appuyant sur une série de données couvrant la période 1971-2000. En 2020, Météo-France publie une typologie des climats de la France métropolitaine dans laquelle la commune est exposée à un climat océanique altéré et est dans la région climatique Moyenne vallée de la Loire, caractérisée par une bonne insolation (1 850 h/an) et un été peu pluvieux.
Pour la période 1971-2000, la température annuelle moyenne est de 11,1 °C, avec une amplitude thermique annuelle de 15,1 °C. Le cumul annuel moyen de précipitations est de 657 mm, avec 11 jours de précipitations en janvier et 7,1 jours en juillet. Pour la période 1991-2020, la température moyenne annuelle observée sur la station météorologique de Météo-France la plus proche, sur la commune de Ligny-le-Ribault à 18 km à vol d'oiseau, est de 11,6 °C et le cumul annuel moyen de précipitations est de 741,2 mm,. Pour l'avenir, les paramètres climatiques de la commune estimés pour 2050 selon différents scénarios d'émission de gaz à effet de serre sont consultables sur un site dédié publié par Météo-France en novembre 2022.

## Urbanisme

### Typologie
Au 1er janvier 2024, Messas est catégorisée petite ville, selon la nouvelle grille communale de densité à sept niveaux définie par l'Insee en 2022.
Elle appartient à l'unité urbaine de Meung-sur-Loire, une agglomération intra-départementale regroupant trois  communes, dont elle est une commune de la banlieue,,. Par ailleurs la commune fait partie de l'aire d'attraction d'Orléans, dont elle est une commune de la couronne,. Cette aire, qui regroupe 136 communes, est catégorisée dans les aires de 200 000 à moins de 700 000 habitants,.

### Occupation des sols
L'occupation des sols de la commune, telle qu'elle ressort de la base de données européenne d’occupation biophysique des sols Corine Land Cover (CLC), est marquée par l'importance des territoires agricoles (88,2 % en 2018), une proportion sensiblement équivalente à celle de 1990 (88,8 %). La répartition détaillée en 2018 est la suivante : 
terres arables (88,2 %), zones urbanisées (11,7 %).
L'évolution de l’occupation des sols de la commune et de ses infrastructures peut être observée sur les différentes représentations cartographiques du territoire : la carte de Cassini (XVIIIe siècle), la carte d'état-major (1820-1866) et les cartes ou photos aériennes de l'IGN pour la période actuelle (1950 à aujourd'hui).

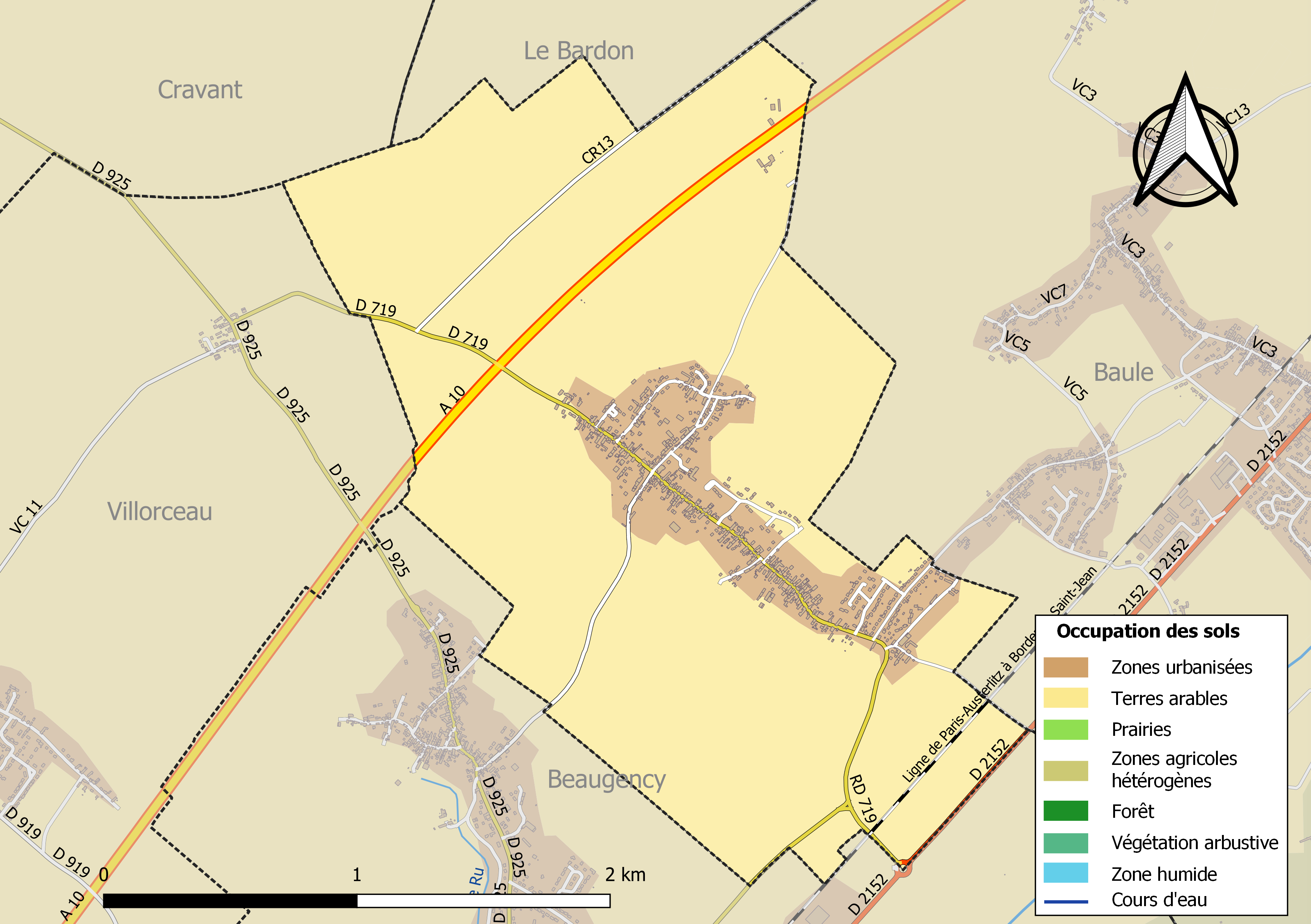
Carte des infrastructures et de l'occupation des sols de la commune en 2018 (CLC).
Carte orthophotographique de la commune en 2016.

### Morphologie urbaine
Messas est un village en forme de croix. La rue principale est nommée « la Margottière ». Cette rue débute dans le centre bourg et y forme un carrefour avec les rues de la Perrière, de Mauregard et des Hauts Talons.
L'église se situe à l'angle de la rue de la Margottière et de la rue des Hauts-Talons.

### Planification

#### Plan local d'urbanisme
Le conseil municipal prescrit l'élaboration d'un plan local d'urbanisme le 29 mars 2004, en application de la loi relative à la solidarité et au renouvellement urbains, dite loi SRU, et afin de remplacer le plan d'occupation des sols qui avait été approuvé en 1995. Après l'enquête publique qui s'est déroulée du 20 septembre au 18 octobre 2006, le document est approuvé le 21 mars 2011. Plusieurs demandes de modifications sont ensuite instruites et approuvées en 2010, 2012, 2013 et 2015,.

#### Documents d'orientations intercommunaux
La commune est membre du Pays Loire Beauce, qui regroupe 38 communes. En 2012 les Pays Forêt d'Orléans Val de Loire, Loire Beauce et Sologne Val-sud sont les seuls territoires du département du Loiret ne disposant pas de schéma de cohérence territoriale (SCoT). Compte tenu  de l'intérêt de cet outil pour l'avenir des territoires, les élus de ces pays décident d'engager une démarche commune d'élaboration de SCOT. Le comité syndical du Pays Loire Beauce se prononce majoritairement en janvier 2013 pour prendre la compétence  « Elaboration, gestion et suivi du Schéma de Cohérence Territoriale » dans ses statuts. Le périmètre de SCoT à l'échelle des 38 communes composant le Pays Loire Beauce est arrêté par le Comité Syndical le 26 juin 2013. Les trois SCoT sont lancés officiellement et simultanément à La Ferté-Saint-Aubin le 21 juin 2014, l'assistance à maîtrise d'ouvrage étant confiée à un seul bureau d'études. Après étude et concertation de 2014 à 2017, le document doit être approuvé en 2018.

### Voies de communication et transports

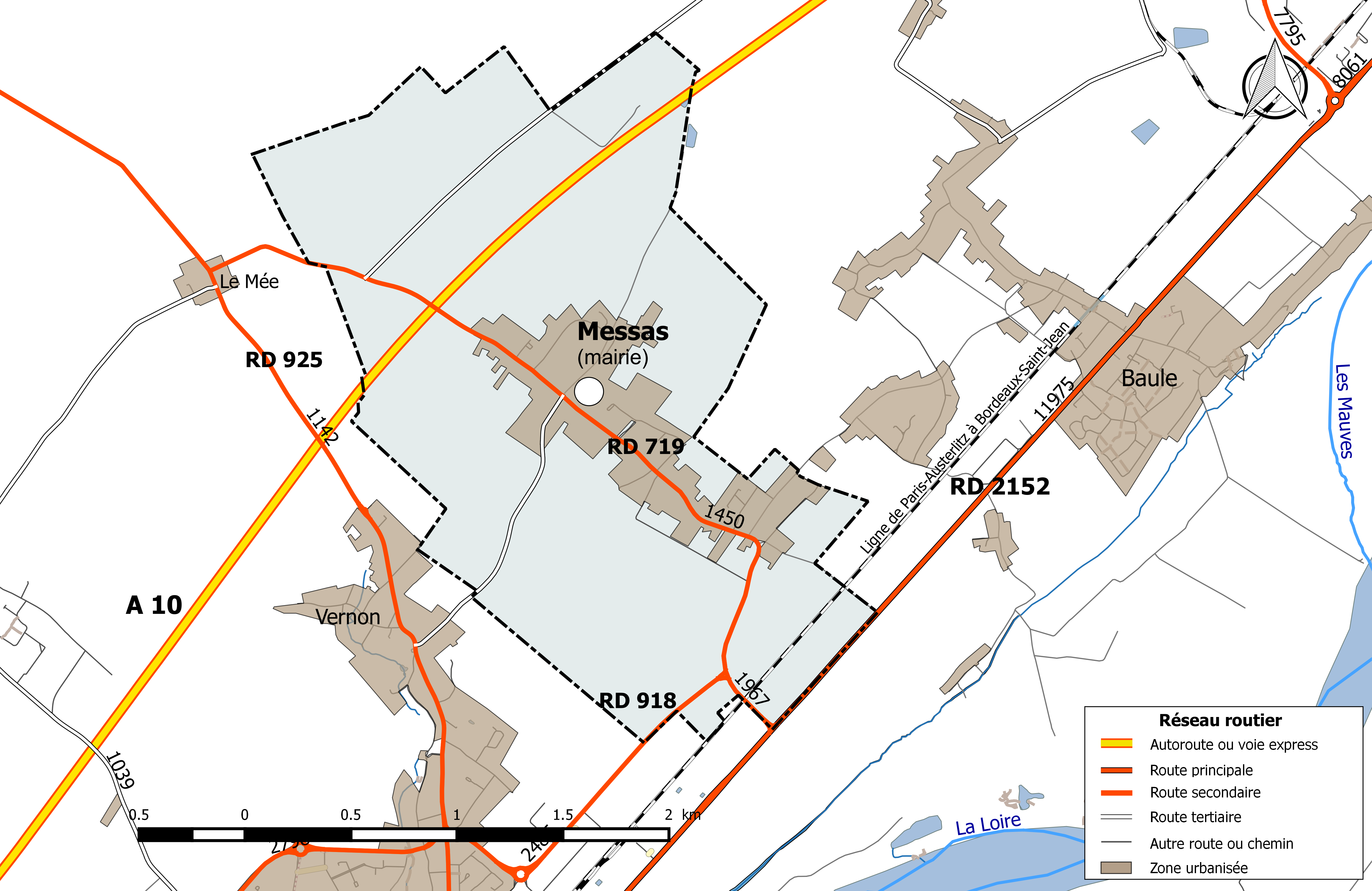
Réseau routier principal de la commune de Messas (avec indication du trafic routier 2014).

#### Infrastructures routières
La commune est traversée par l'autoroute A10 et trois routes départementales : la RD 2152, la RD 719 et la RD 918.
L'autoroute A10, dite « L'Aquitaine », relie Paris à Bordeaux (au niveau de sa rocade) via Orléans, Tours, Poitiers et Niort. Elle traverse la commune dans sa partie nord-ouest, mais n'a aucun échange avec son territoire (la RD 719 franchit l'autoroute par un passage supérieur). L'accès le plus proche à cette autoroute est le diffuseur de Meung-sur-Loire, situé à 7 km et constituant la sortie n°15. L'emprise de l'aire de service de Beaugency-Messas est entièrement sur le territoire de la commune.
La RD 2152, qui constitue la limite sud de la commune, est une route à grande circulation. Il s'agit de l'ancienne RN 152 qui reliait Briare à Angers par la rive droite de la Loire lors de sa création en 1824, et qui succédait à la Route impériale 172. En 2005, elle est déclassée dans sa totalité et transférée au département du Loiret par arrêté préfectoral du 22 décembre 2005, consécutivement au décret du 5 décembre 2005 qui définit la nouvelle consistance du réseau routier national et qui prévoit de maintenir dans le réseau routier national que la partie la plus méridionale de la route, entre le débouché de l'A66 et l'Espagne. Cet axe supporte en 2014 un trafic de 11 975 véhicules/jour au droit de la commune. Le trafic poids-lourds journalier supporté est de 766 véhicules (6,4 % du trafic total).
La RD 719 constitue l'artère principale du bourg et supporte un trafic de 1 450 véhicules/jour. La RD 918 quant à elle  relie Beaugency à Messas parallèlement à la RD 2152 et supporte 2 485 véhicules/jour.

#### Transports en commun routiers
En 2016, Messas est desservie par la ligne régulière 9 du réseau d'autocars interurbains Ulys qui relie Beaugency - Meung-sur-Loire - Saint-Ay - Chaingy - Orléans. Cette ligne  propose un nombre de dessertes variable en fonction des jours ouvrables de la semaine. Des correspondances SNCF sont assurées à la gare d'Orléans et TAO et Transbeauce à la Gare routière d'Orléans. À compter du 1er janvier 2017, la compétence des services de transports routiers interurbains, réguliers et à la demande est transférée des départements aux régions, et donc localement du département du Loiret à la région Centre-Val de Loire, consécutivement à la loi NOTRe du 7 août 2015.

#### Infrastructures ferroviaires
La commune est traversée par la ligne de Paris-Austerlitz à Bordeaux-Saint-Jean, l'une des grandes lignes de chemin de fer radiales françaises partant de Paris en direction du Sud-Ouest du pays. La gare de Baule, la plus proche de la commune, est desservie par des trains Intercités circulant entre Tours et Paris-Austerlitz ou Orléans, qui ont remplacé en 2011 les trains Aqualys, et des trains TER Centre-Val de Loire circulant entre Blois ou Tours et Orléans.

### Risques majeurs
La commune de Messas est vulnérable à différents aléas naturels : climatiques (hiver exceptionnel ou canicule), mouvements de terrain ou sismique (sismicité très faible). Elle est également exposée à deux risques technologiques : le risque nucléaire et le risque de transport de matières dangereuses.
Entre 1989 et 2019, six arrêtés ministériels ayant porté reconnaissance de catastrophe naturelle ont été pris pour le territoire de la commune : deux  pour des inondations et coulées de boue et quatre pour des mouvements de terrain.

#### Risques naturels
Le territoire de la commune peut être concerné par un risque d'effondrement de cavités souterraines non connues. Une cartographie départementale de l'inventaire des cavités souterraines et des désordres de surface a été réalisée. Il a été recensé sur la commune plusieurs effondrements de cavités.
Par ailleurs le sol du territoire communal peut faire l'objet de mouvements de terrain liés à la sécheresse. Le phénomène de retrait-gonflement des argiles est la conséquence d'un changement d'humidité des sols argileux. Les argiles sont capables de fixer l'eau disponible mais aussi de la perdre en se rétractant en cas de sécheresse. Ce phénomène peut provoquer des dégâts très importants sur les constructions (fissures, déformations des ouvertures) pouvant rendre inhabitables certains locaux. Celui-ci a particulièrement affecté le Loiret après la canicule de l'été 2003. Une grande partie du territoire de la commune, dont le bourg, est soumise à un aléa « fort » face à ce risque, selon l'échelle définie par le Bureau de recherches géologiques et minières (BRGM).
Depuis le 22 octobre 2010, la France dispose d’un nouveau zonage sismique divisant le territoire national en cinq zones de sismicité croissante. La commune, à l’instar de l’ensemble du département, est concernée par un risque très faible.

#### Risques technologiques
Dans le domaine des risques technologiques, une partie du territoire de la commune peut être concernée par le risque nucléaire. En cas d’accident grave, certaines installations nucléaires sont en effet susceptibles de rejeter dans l’atmosphère de l’iode radioactif. Or la commune se situe en totalité à l'intérieur du périmètre de 20 km du Plan particulier d'intervention de la centrale nucléaire de Saint-Laurent-des-Eaux. À ce titre les habitants de la commune, comme tous ceux résidant dans le périmètre proche de 20 km de la centrale ont bénéficié, à titre préventif, d'une distribution de comprimés d’iode stable dont l’ingestion avant rejet radioactif permet de pallier les effets sur la thyroïde d’une exposition à de l’iode radioactif. En cas d'incident ou d'accident nucléaire, des consignes de confinement ou d'évacuation peuvent être données et les habitants peuvent être amenés à ingérer, sur ordre du préfet, les comprimés en leur possession.
La commune est exposée au risque de transport de matières dangereuses, en raison du passage sur son territoire d'un oléoduc exploité par la société Trapil et d'une ligne de transport ferroviaire,.

## Politique et administration

### Découpage territorial

#### Bloc communal: Commune et intercommunalités
La paroisse de Messas acquiert le statut de municipalité avec le  décret du 12 novembre 1789 de l'Assemblée Nationale puis celui de « commune », au sens de l'administration territoriale actuelle, par le décret de la Convention nationale du 10 brumaire an II (31 octobre 1793). Il faut toutefois attendre la loi du 5 avril 1884 sur l'organisation municipale pour qu'un régime juridique uniforme soit défini pour toutes les communes de France, point de départ de l’affirmation progressive des communes face au pouvoir central.
Aucun événement de restructuration majeure du territoire, de type suppression, cession ou réception de territoire, n'a affecté la commune depuis sa création.

#### Collectivités de rattachement
La commune de Messas est rattachée au département du Loiret et à la région Centre-Val de Loire, à la fois circonscriptions administratives de l'État et collectivités territoriales.
La commune est membre de la communauté de communes des Terres du Val de Loire depuis sa création le 1er janvier 2017.
Au-delà du maire, premier magistrat administrant la commune, les personnalités élues dont le mandat est relatif à une collectivité à laquelle est rattachée la commune de Messas et représentant donc le territoire communal au sein de chacune de ces collectivités  sont les suivantes :
| Élections       | Élections                     | Circonscription électorale                        | Élu de la circonscription        | Élu de la circonscription | Élu de la circonscription | Élu de la circonscription |
| Niveau          | Type                          | Circonscription électorale                        | Titre                            | Nom                       | Début de mandat           | Fin de mandat             |
| --------------- | ----------------------------- | ------------------------------------------------- | -------------------------------- | ------------------------- | ------------------------- | ------------------------- |
| Groupe communal | Municipales et communautaires | Commune de Messas                                 | Maire                            | Gregory GONET             | 2020                      | 2026                      |
| Groupe communal | Municipales et communautaires | Communauté de communes des Terres du Val de Loire | Présidente de l'intercommunalité | Pauline Martin            | 2017                      | 2020                      |
| Département     | Départementales               | Canton de Beaugency                               | Conseiller départemental         | Jacques Mesas             | 20 juin 2021              | 2021                      |
| Département     | Départementales               | Canton de Beaugency                               | ludivine La vredeau              |                           | 20 juin 2021              | 2021                      |
| Région          | Régionales                    | Région Centre-Val de Loire                        | Président du conseil régional    | François Bonneau          | 18 décembre 2015          | 2021                      |
| Pays            | Législatives                  | 1re circonscription                               | Députée                          | Stéphanie Rist            | 18 juin 2017              | juin 2022                 |

#### Circonscriptions de rattachement
Sous l'Ancien Régime, à la veille des États généraux de 1789, la paroisse de Messas é était rattachée sur le plan ecclésiastique à l'archidiaconé de Beaugency, sur le plan judiciaire au bailliage royal de Beaugency, sur le plan militaire au gouvernement d'Orléans et sur le plan administratif à la généralité d'Orléans.
La loi du 22 décembre 1789 divise le pays en 83 départements découpés chacun en six à neuf districts eux-mêmes découpés en cantons regroupant des communes. Les districts, tout comme les départements, sont le siège d’une administration d’État et constituent à ce titre des circonscriptions administratives. La commune de Messas est alors incluse dans le canton de Baule, le district de Beaugency et le département du Loiret.
La recherche d’un équilibre entre la volonté d’organiser une administration dont les cadres permettent l’exécution et le contrôle des lois d’une part, et la volonté d’accorder une certaine autonomie aux collectivités de base (paroisses, bourgs, villes) d’autre part, s’étale de 1789 à 1838. Les découpages territoriaux évoluent ensuite au gré des réformes visant à décentraliser ou recentraliser l'action de l'État. La régionalisation fonctionnelle des services de l'État (1945-1971) aboutit à la création de régions. L'acte I de la décentralisation de 1982-1983 constitue une étape importante en donnant l'autonomie aux collectivités territoriales, régions, départements et communes. L'acte II intervient en 2003-2006, puis l'acte III en 2012-2015.
Le tableau suivant présente les rattachements, au niveau infra-départemental, de la commune de Messas aux différentes circonscriptions administratives et électorales ainsi que l'historique de l'évolution de leurs territoires.
| Circonscription             | Nom                 | Période   | Type                         | Évolution du découpage territorial |
| --------------------------- | ------------------- | --------- | ---------------------------- | --- |
| District                    | Beaugency           | 1790-1795 | Administrative               | La commune est rattachée au district de Beaugency de 1790 à 1795,. La Constitution du 5 fructidor an III, appliquée à partir de vendémiaire an IV (1795) supprime les districts, rouages administratifs liés à la Terreur, mais maintient les cantons qui acquièrent dès lors plus d'importance. |
| Canton                      | Baule               | 1790-1801 | Administrative et électorale | Le 10 février 1790, la municipalité de Messas est rattachée au canton de Baule. Les cantons acquièrent une fonction administrative avec la disparition des districts en 1795. |
| Canton                      | Beaugency           | 1801-2015 | Administrative et électorale | Sous le Consulat, un redécoupage territorial visant à réduire le nombre de justices de paix ramène le nombre de cantons dans le Loiret de 59 à 31. Messas est alors rattachée par arrêté du 9 vendémiaire an X (30 septembre 1801) au canton de Beaugency,. |
| Canton                      | Beaugency           | 2015-     | Électorale                   | La loi du 17 mai 2013 et ses décrets d'application publiés en février et mars 2014 introduisent un nouveau découpage territorial pour les élections départementales. La commune est alors rattachée au nouveau canton de Beaugency. Depuis cette réforme, plus aucun service de l'État n'exerce sa compétence sur un territoire s'appuyant sur le nouveau découpage cantonal. Le canton a disparu en tant que circonscription administrative de l'État ; il est désormais uniquement une circonscription électorale dédiée à l'élection d'un binôme de conseillers départementaux siégeant au conseil départemental. |
| Arrondissement              | Orléans             | 1801-     | Administrative               | Messas est rattachée à l'arrondissement d'Orléans depuis sa création en 1801,. |
| Circonscription législative | 1re circonscription | 2010-     | Électorale                   | Lors du découpage législatif de 1986, le nombre de circonscriptions législatives passe dans le Loiret de 4 à 5. Un nouveau redécoupage intervient en 2010 avec la loi du 23 février 2010. En attribuant un siège de député « par tranche » de 125 000 habitants, le nombre de circonscriptions par département varie désormais de 1 à 21,. Dans le Loiret, le nombre de circonscriptions passe de cinq à six. La réforme n'affecte pas Messas qui reste rattachée à la première circonscription. |

### Politique et administration municipales

#### Conseil municipal et maire
Depuis les élections municipales de 2014, le conseil municipal  de Messas, commune de moins de 1 000 habitants, est élu au scrutin majoritaire plurinominal à deux tours, les électeurs pouvant modifier les listes, panacher, ajouter ou supprimer des candidats sans que le vote soit nul, pour un mandat de six ans renouvelable. Il est composé de 15 membres. L'exécutif communal, est constitué par le maire, élu par le conseil municipal, parmi ses membres, pour un mandat de six ans, c'est-à-dire pour la durée du mandat du conseil.
| Période                                  | Période  | Identité        | Étiquette | Qualité                                         |
| ---------------------------------------- | -------- | --------------- | --------- | ----------------------------------------------- |
| Les données manquantes sont à compléter. |          |                 |           |                                                 |
| Juin 2009                                | mai 2020 | Shiva Chauvière | DVD       | Profession libérale, conseillère départementale |
| mai 2020                                 | En cours | Grégory Gonet,  |           | Cadre de la fonction publique                   |

## Équipements et services

### Environnement

#### Gestion des déchets
La déchèterie la plus proche de la commune est située sur la commune de Villorceau. L'élimination et la valorisation énergétique des déchets est effectuée dans l'UIOM de Saran depuis 1996, exploitée par la société Orvade, filiale du groupe Véolia, par délégation de service de la communauté urbaine Orléans-Métropole.
Depuis le 1er janvier 2017, la « gestion des déchets ménagers » ne fait plus partie des compétences de la commune mais est une compétence obligatoire de la communauté de communes des Terres du Val de Loire, en application de la loi NOTRe

#### Production et distribution d'eau
Le service public d’eau potable est une compétence obligatoire des communes depuis l’adoption de la loi du 30 décembre 2006 sur l’eau et les milieux aquatiques. Au 31 décembre 2016, la production et la distribution de l'eau potable sur le territoire communal sont assurées par le syndicat intercommunal d'alimentation en eau potable et d'Assainissement de Baule - Messas, un syndicat créé en 1946,,.
La loi NOTRe du 7 août 2015 prévoit que le transfert des compétences « eau et assainissement » vers les communautés de communes sera obligatoire à compter du 1er janvier 2020. Le transfert d’une compétence entraîne  de  facto la mise à disposition gratuite de plein droit des biens, équipements et services publics utilisés, à la date du transfert, pour l'exercice de ces compétences et la substitution de la communauté dans les droits et obligations des communes,.

#### Assainissement
La compétence assainissement, qui recouvre obligatoirement la collecte, le transport et l’épuration des eaux usées, l’élimination des boues produites, ainsi que le contrôle des raccordements aux réseaux publics de collecte, est assurée   par le Syndicat Intercommunal d'Alimentation en Eau Potable et d'Assainissement de Baule - Messas,,.
La commune est raccordée à une station d'épuration située sur le territoire de la commune de BAULE, mise en service le 1er septembre 1993 et dont la capacité nominale de traitement est de  3 333 EH, soit 530 m3/jour. Cet équipement utilise un procédé d'épuration biologique dit « à boues activées ». Son exploitation est assurée par VEOLIA EAU.

## Population et société

### Démographie
L'évolution du nombre d'habitants est connue à travers les recensements de la population effectués dans la commune depuis 1793. Pour les communes de moins de 10 000 habitants, une enquête de recensement portant sur toute la population est réalisée tous les cinq ans, les populations de référence des années intermédiaires étant quant à elles estimées par interpolation ou extrapolation. Pour la commune, le premier recensement exhaustif entrant dans le cadre du nouveau dispositif a été réalisé en 2004.
En 2022, la commune comptait 1 029 habitants, en évolution de +16,67 % par rapport à 2016 (Loiret : +1,89 %, France hors Mayotte : +2,11 %).
| 1793 | 1800  | 1806  | 1821  | 1831  | 1836  | 1841  | 1846  | 1851  |
| ---- | ----- | ----- | ----- | ----- | ----- | ----- | ----- | ----- |
| 947  | 1 070 | 1 087 | 1 156 | 1 158 | 1 129 | 1 066 | 1 078 | 1 022 |

| 1856 | 1861 | 1866 | 1872 | 1876 | 1881 | 1886 | 1891 | 1896 |
| ---- | ---- | ---- | ---- | ---- | ---- | ---- | ---- | ---- |
| 957  | 975  | 974  | 926  | 868  | 878  | 875  | 854  | 712  |

| 1901 | 1906 | 1911 | 1921 | 1926 | 1931 | 1936 | 1946 | 1954 |
| ---- | ---- | ---- | ---- | ---- | ---- | ---- | ---- | ---- |
| 681  | 650  | 606  | 564  | 507  | 462  | 452  | 461  | 512  |

| 1962 | 1968 | 1975 | 1982 | 1990 | 1999 | 2004 | 2006 | 2009 |
| ---- | ---- | ---- | ---- | ---- | ---- | ---- | ---- | ---- |
| 521  | 521  | 496  | 599  | 925  | 944  | 926  | 909  | 877  |

| 2014 | 2019  | 2022  | - | - | - | - | - | - |
| ---- | ----- | ----- | - | - | - | - | - | - |
| 867  | 1 004 | 1 029 | - | - | - | - | - | - |

### Enseignement
Messas possède une école. Elle se situe derrière la mairie mais on y accède depuis la rue des Hauts-Talons. Le collège et le lycée le plus proche sont à Beaugency.

### Manifestations culturelles et festivités
Juin : Fête de l'Association Sports et Loisirs de Messas
Juin : Kermesse de l'école
Juillet : Fête Nationale
Septembre : Fête de l'Océan avec vide grenier, animations, spectacles
Décembre : Mini marché de Noël

## Culture locale et patrimoine

### Lieux et monuments
Modèle:Le Manoir de la Perrière Il date du XVIIe siècle - Gite d'hôtes

## Pour approfondir